# Schichtstufen am Schwanberg

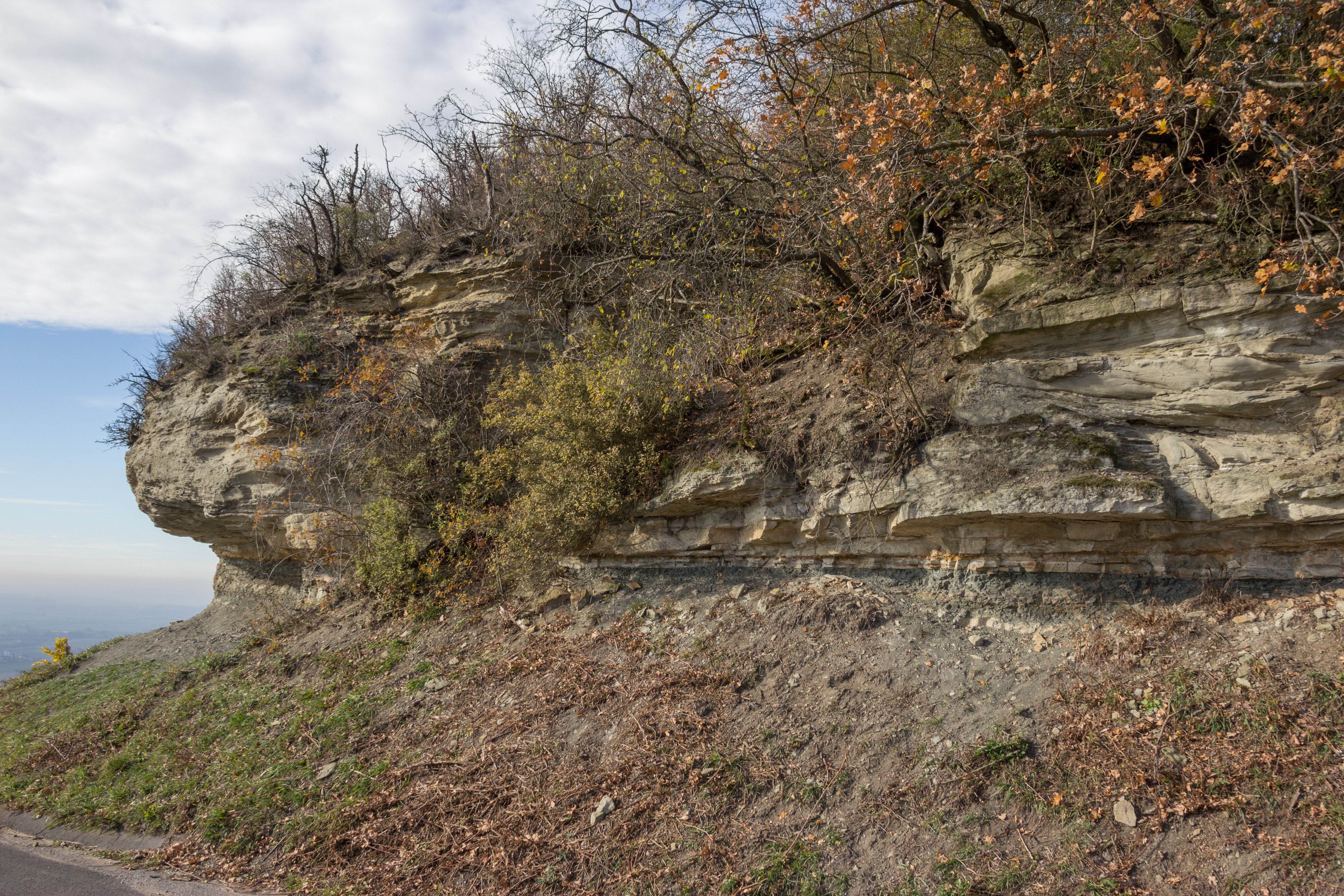
Schichtstufe Schwanberg

Die Schichtstufen am Schwanberg sind eine gut sichtbare geologische Schichtstufenlandschaft nahe Iphofen im Landkreis Kitzingen in Unterfranken, Bayern.

## Lage
Die Schichtstufen befinden sich etwa 1,6 km nordöstlich von Iphofen, am Südhang des 474 Meter hohen Schwanberges.

## Beschreibung

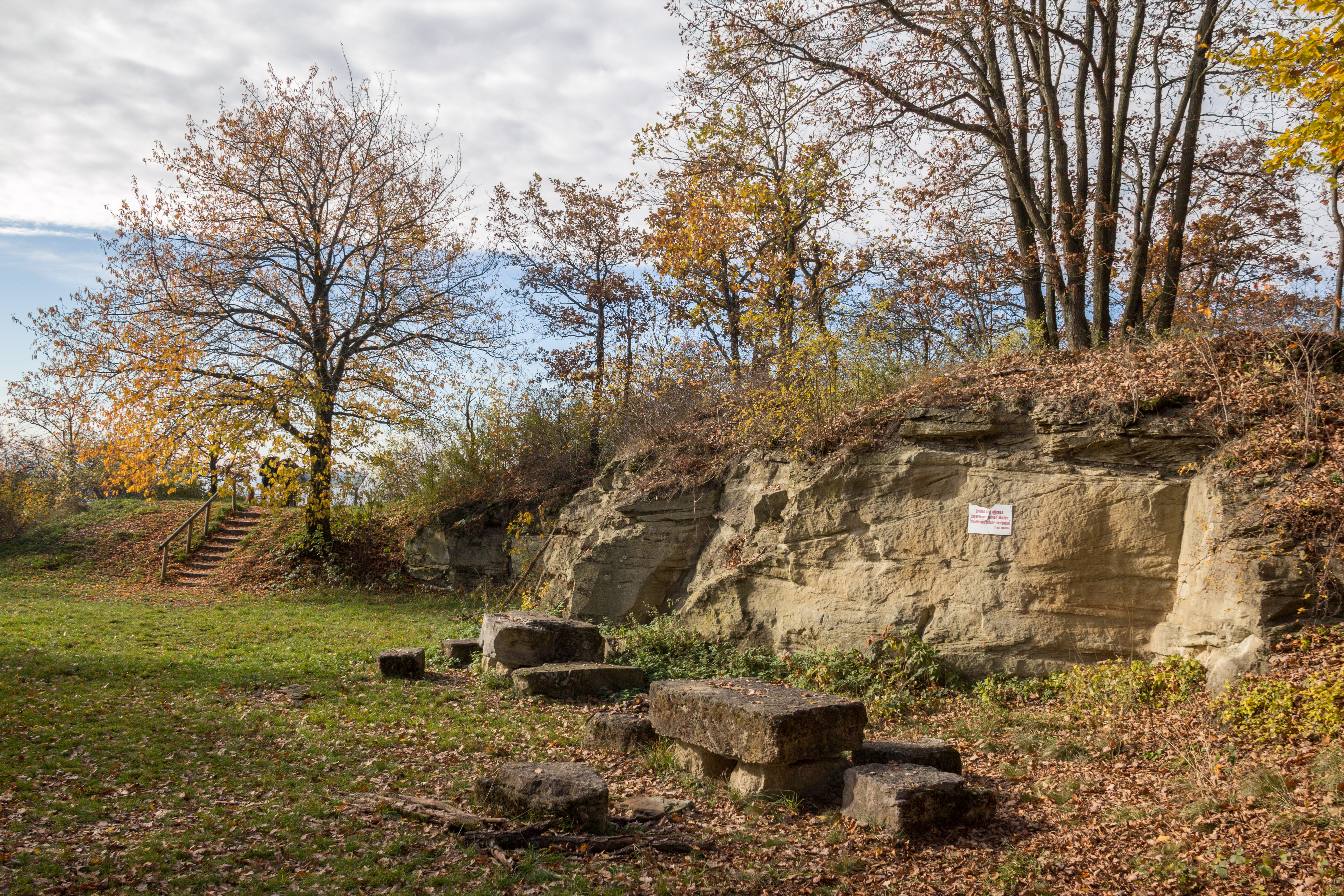
Der ehemalige Steinbruch

Mit einem markanten Geländeanstieg setzt sich dort der Schwanberg gegenüber dem flachwelligen, westlichen Vorland des Steigerwaldes ab. An seinem Südhang hat sich eine aus mehreren kleineren Abstufungen bestehende Keuper-Schichtstufe entwickelt. Typisch für solche Keuperschichten ist der Wechsel von unterschiedlich verwitterungsresistenten Gesteinen. Die markantesten Steilstufen und Verebnungsflächen bilden am Gipfelplateau der Blasensandstein und die auf halber Hanghöhe mit Wald bedeckte Verebnung des verwitterungsresistenten Schilfsandsteins. Der Name Schilfsandstein geht auf die enthaltenen fossilen Schachtelhalm-Gewächse zurück, die man früher für Schilfreste hielt. Dieses Gestein wurde hier früher in einem Steinbruch abgebaut. Auf Schilfsandstein entwickelten sich saure, nährstoffarme und trockene Böden, die sich nicht zur landwirtschaftlichen Nutzung eignen. 
Etwas unterhalb des höchsten Weinbergwegs ist der Übergang des Schilfsandsteins zu den darunter liegenden weicheren, gipsführenden Tonsteinen der Estherienschichten zu sehen. Diese sind nach dem darin enthaltenen Schalenkrebs Estheria benannt. Zusammen mit den unterlagernden ebenfalls tonigen und gipsführenden Myophorienschichten bilden sie weiche, nährstoffreiche und wasserundurchlässige Böden. Solche Böden sind ideal für den ortsansässigen Weinanbau.
Im unteren Hangbereich befinden sich weniger deutliche Stufen. Verursacht sind sie durch Bleiglanzbank und Acrodus-Corbula-Schichten.
Das Areal ist vom Bayerischen Landesamt für Umwelt als Geotop (675A001) ausgewiesen und als wertvoll eingestuft. Es wurde 2007 in die Liste der 100 schönsten Geotope Bayerns aufgenommen und ist auch Bestandteil des Landschaftsschutzgebietes Steigerwald (LSG-00569.01, WDPA: 396119), FFH-Gebiet Vorderer Steigerwald mit Schwanberg (6327-371, WDPA: 555521463) und Vogelschutzgebiet Südlicher Steigerwald (327-471, WDPA:  555537762).

## Entstehung

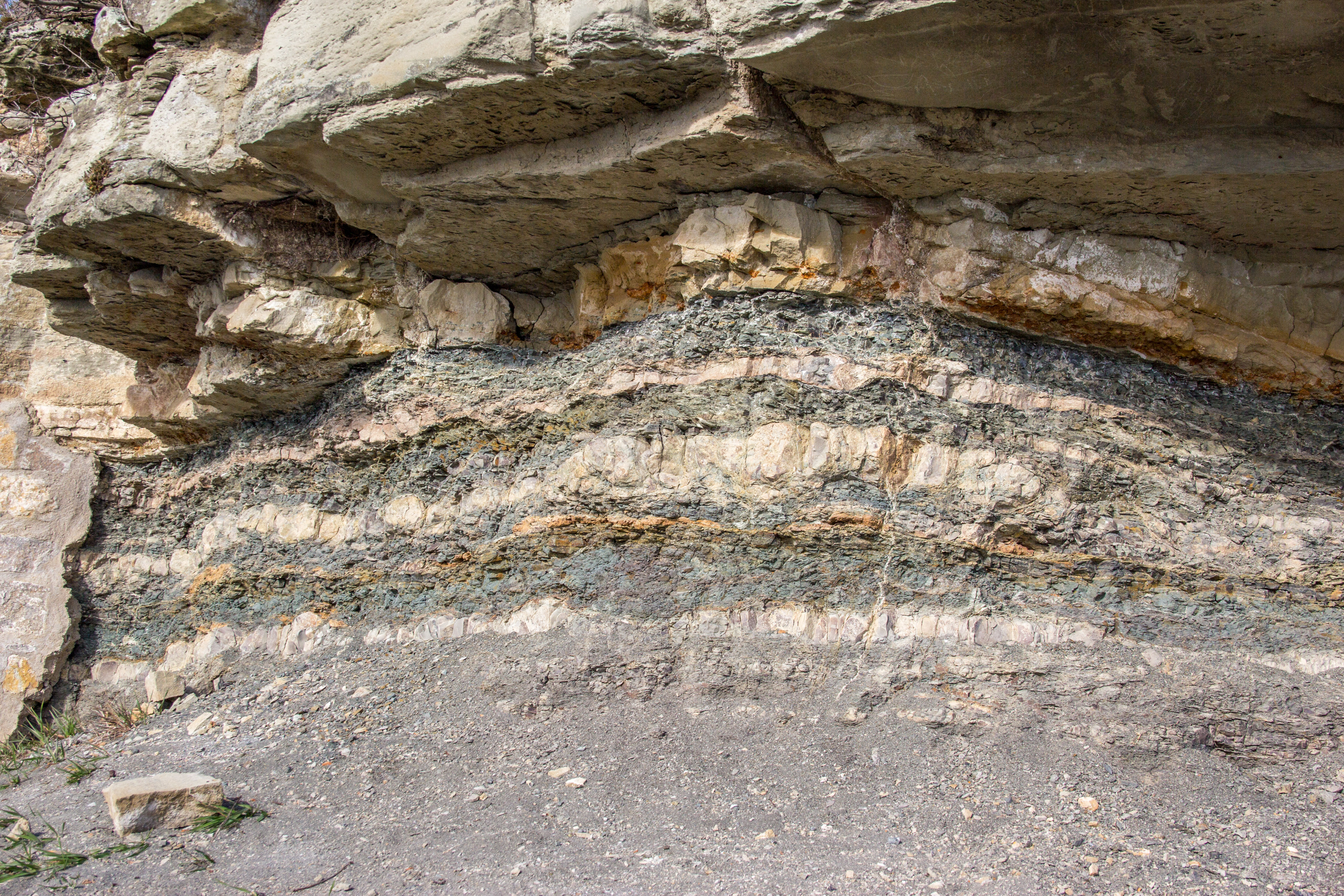
Aufschluss des Gipskeuper

Ihre Ursache hat diese markante Geländeform in der unterschiedlichen Verwitterungsresistenz der vorkommenden Gesteine. In der Zeit des Keupers vor etwa 230 bis 200 Millionen Jahren lag das heutige Süddeutschland im Randbereich eines flachen Meeres. Hier setzten sich abwechselnd Tone und Sande ab. Die Küstenlinie des Meeres verlagerte sich ständig. Zeitweise wurde das Becken vom Meer abgeschnitten und trocknete nachfolgend aus. Durch Verdunstung des Meerwassers entstanden Gips- und Steinsalzablagerungen. Viele dieser Gesteine sind sehr verwitterungsanfällig. Sie sind namensgebend für den Keuper. Als Keuper oder Kipper bezeichnet man im Fränkischen weiche und bröckelig zerfallende Schichten.
Die großflächigen Schichten der Trias- und Jurazeit, die große Teile Nordbayerns einnehmen, wurden durch tektonische Bewegungen der Erdkruste nachfolgend im Nordwesten Bayerns angehoben, gekippt und teilweise auch wieder abgetragen. Deshalb treten hier die ältesten Sedimentgesteine zu Tage. Die jüngeren finden sich weiter im Süden und Osten. Das Zusammenspiel von Hebung, Verwitterung und Abtragung bewirkte dabei im Verlauf von Jahrmillionen die Entstehung dieser Schichtstufenlandschaft. Harte Kalk- und Sandsteine bilden Steilstufen, weiche Ton- und Gipsgesteine dagegen flachere Hänge.

## Zugang
Das Geotop ist gut erschlossen und gut erreichbar. Ein Parkplatz befindet sich etwa 300 Meter westlich. Beim Geotop befinden sich Informationstafeln, ein Rastplatz sowie ein Aussichtspunkt auf das flache Vorland.